# Гијом Оаро
Гијом Оаро (фр. Guillaume Hoarau; Сен Луј, 5. март 1984) је француски фудбалер који игра у нападу.